# Vosjod 1
Vosjod 1, también llamada Voskhod 1, (en ruso: Восход-1) fue el séptimo vuelo espacial soviético tripulado, el primero del programa Vosjod. En octubre de 1964 logró varios hitos en la historia de los vuelos espaciales tripulados, siendo el primer vuelo espacial en llevar a más de un miembro de la tripulación a la órbita, el primer vuelo sin el uso de trajes espaciales, y el primero en llevar un ingeniero o un médico al espacio exterior. También situó el récord de altitud de una nave espacial tripulada a 336 kilómetros (208,8 mi).
Se decidió prescindir de los tres trajes espaciales para el Vosjod 1, ya que tampoco disponían de espacio ni de un margen de peso en la Vosjod para llevarlos. La Vosjod original había sido diseñada para llevar solamente dos cosmonautas, pero los políticos soviéticos presionaron para llevar a tres. La siguiente misión del programa, Vosjod 2, llevó dos cosmonautas equipados con trajes espaciales, necesarios para que Alexei Leonov realizara el primer paseo espacial de la Historia.

## Tripulación

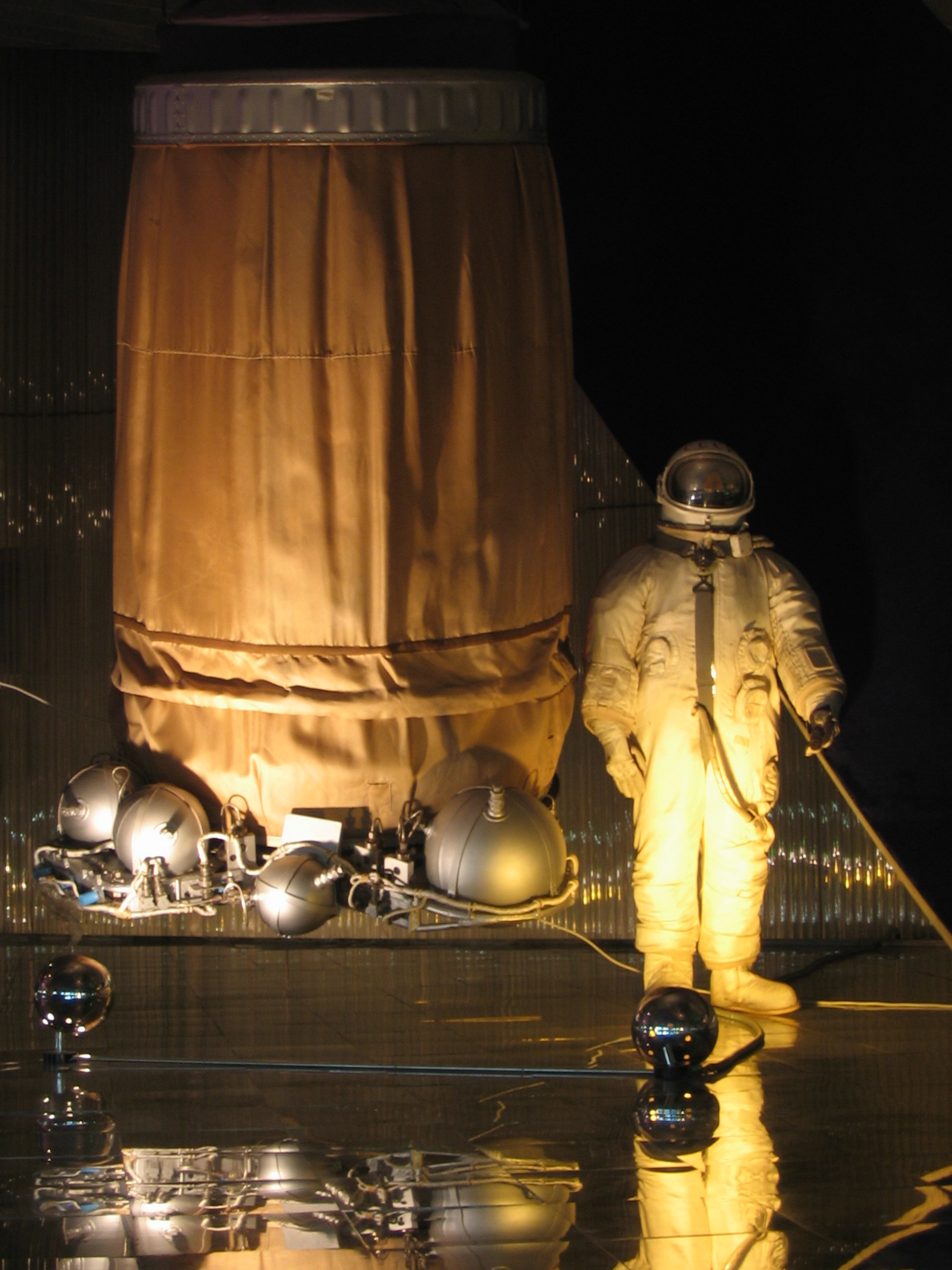
Traje espacial y cámara extensible utilizada en la Vosjod 2.

- Comandante:  Vladimir Komarov
- Ingeniero: Konstantin Feoktistov
- Médico: Boris Yegorov

### Tripulación de apoyo
- Comandante: Borís Volinov
- Ingeniero: Georgi Katys
- Médico: Aleksei Sorokin

### Tripulación de reserva
- Médico: Vasili Lazarev